# Bivacco Molteni-Valsecchi
Il bivacco Molteni-Valsecchi, anche noto come Bivacco Mario Molteni e Giuseppe Valsecchi, è un bivacco situato nella valle del Ferro, valle laterale della Val Masino, nel comune di Val Masino (SO).

## Storia
Il bivacco è stato inaugurato nel 1946 e rinnovato nel 1997. La struttura è stata intitolata agli alpinisti Mario Molteni e Giuseppe Valsecchi, morti mentre scalavano la parete Nord-Est del Pizzo Badile.

## Caratteristiche
Il bivacco è posto a 2.515 m s.l.m. in alta valle del Ferro, diramazione della Val Masino, e consiste in una struttura metallica che permette il pernottamento a 9 persone.

## Accessi
Si può arrivare al bivacco partendo dalla località San Martino Valmasino risalendo la Valle del Ferro in circa quattro ore e mezzo.

## Ascensioni
- Cima della Bondasca
- Pizzo del Ferro occidentale
- Torrione del Ferro
- Pizzo del Ferro orientale

## Traversate
Il bivacco si trova vicino al  Sentiero Roma che collega diversi Rifugi e Bivacchi della Val Masino tra cui:
- Rifugio Luigi Gianetti passando dal il Passo Camerozzo
- Rifugio Sciora passando dal Passo del Ferro
- Rifugio Allievi-Bonacossa passando dal Passo Qualido e Passo Averta